# Cavigal Nice basket 06
Pour un article plus général, voir Cavigal Nice Sports.
Le Cavigal Nice Basket 06, est un club français de basket-ball évoluant en Ligue féminine 2 depuis la saison 2023-2024. 
Le Cavigal est née de la fusion du Nice Cavigal Olympic (précédemment connu comme Cavigal Nice Sports Basket) et du Nice Côte d'Azur Basket.

## Historique
- Le CAVIGAL Nice est né en 1943 de l’association de trois clubs niçois: l’AS CAsino, la VIctorine et le GALlia Club.
- En 1955, le Cavigal Nice fusionne avec Nice Sports pour donner le Cavigal Nice Sports (omnisports), dont la section basket-ball le Cavigal Nice Sports Basket.
- En 2007, le Cavigal Nice Sports Basket (NF1) fusionne avec le Nice Olympic Basket Club (NF3) pour donner le Nice Cavigal Olympic.

Dernière modification en date : en Juin 2009 le Nice Cavigal Olympic (NCO) et le Nice Côte d'Azur Basket (NCAB) forment une Union pour le haut-niveau (NF1 - NF3 - CFFR et MFFR).
- Cette Union s'appelle Nice Basket Compétition 06 (NBC 06).
- Chacun des deux clubs conserve son identité au travers de toutes les autres équipes.

Durant l'été 2014, Nice dernier du championnat 2013-2014 espère un repêchage, mais la non-relégation de Lyon renvoie le club en Ligue 2. Après 23 victoires et seulement 3 défaites, Nice termine la saison régulière de Ligue 2 en tête et organise le Final Four, qu'il remporte face à Roche Vendée  (67-57). Champion de Ligue 2 une nouvelle fois, Nice est qualifié pour retrouver la Ligue féminine de basket une année après l'avoir quittée.

Logos successifs
Logo du Cavigal Nice section basket jusqu'en 2002
Logo du Cavigal Nice section basket 2002-2007
Logo du Cavigal Nice Sports Basket 2007-2010

## Le club, la société
Fort de 400 licenciés, le Nice Cavigal Olympic a présenté cette saison [Quand ?] 23 équipes en compétition : 3 en Championnat de France, 3 en Championnat de Ligue Côte d"Azur et les autres en Championnat Départemental des Alpes-Maritimes. 
Quant à l'équipe senior masculine, elle domine depuis quelques saisons son championnat départemental en finissant champion trois fois d'affilée (seulement deux défaites en trois saisons) entre 2016 et 2018 . 
Cette saison[Quand ?], trois titres de Ligue Côte d'Azur, un titre de Champion Départemental et le titre de Championnes Région PACA benjamines ont été récoltés.

## Palmarès
Seniors
- Champion de France : 1939, 1943 (sous le nom de Nice Sports)
- Champion de France de Ligue 2 Féminine: 2011 et 2015
- Coupe de France Danielle Peter : 1986
- Champion de France NF2 : 1985
- Champion de France NF3 : 1984

Catégories jeunes
- Champion de France Espoirs : 2000
- Coupe de France Cadettes : 1997
- Champion de France 2nd Division Cadettes : 2005 et 2006

## Entraîneurs successifs
- Depuis 2017 :  Jimmy Vérove
- 2012 - 2017:  Rachid Meziane
- 2009 - 2012 :  Olga Tarasenko
- 2007 - 2009 :  Odile Santaniello
- 2007 - 2008 :  Eugène Prybella
- 2006 - 2007 : / Mike Gonsalves
- 2005 - 2006 :  Serge Provillard
- 1999 - 2005 :  Cyril Sicsic

## Saison 2017-2018
Entraîneur : Jimmy Vérove puis Wani Muganguzi dès février 2018
Assistants : Wani Muganguzi
| Numéro | Nom                       | Née le           | Taille | Nationalité       | Poste |
| 4      | Joyce Cousseins-Smith     | 31 décembre 1988 | 1,68 m | France            | 1-2   |
| 5      | Kendall Cooper            | 14 mars 1984     | 1,86 m | États-Unis        | 3     |
| 6      | Svenja Brunckhorst        | 19 octobre 1991  | 1,79 m | Allemagne         | 2     |
|        | Alyssa Lawrence           | 1995             | 1,85 m | États-Unis France | 2-3   |
| 8      | Isabelle Strunc           | 8 mars 1991      | 1,80 m | France            | 2     |
| 12     | Naîgnouma Coulibaly       | 31 mai 1989      | 1,92 m | Mali France       | 5     |
| 15     | Antiesha Brown            | 30 juin 1992     | 1,78 m | États-Unis        | 2     |
| 21     | Géraldine Robert          | 26 juin 1980     | 1,84 m | Gabon France      | 3     |
| 28     | Mamignan Touré            | 19 décembre 1994 | 1,83 m | France            | 2     |
| 33     | Jodie Cornelie-Sigmundova | 20 avril 1993    | 1,93 m | France            | 5     |
| 39     | Alix Duchet               | 30 décembre 1997 | 1,63 m | France            | 1     |

Après Géraldine Robert quelques semaines plus tôt pour Lyon ASVEL, Antiesha Brown quitte le club mi-mars pour Saint-Amand afin d'alléger sa masse salariale alors que le maintien de Nice en LFB est sportivement compromis.

## Joueuses célèbres ou marquantes
- Evija Āzace (en)
- Julie Barennes
- Hamchétou Maïga-Ba
- Clémence Beikes
- Carine Contessi
- Johanne Gomis
- Christelle Jouandon
- Marie-Anne Quattrocchi
- Laure Savasta
- Madlena Staneva (en)
- Laurence Cayot

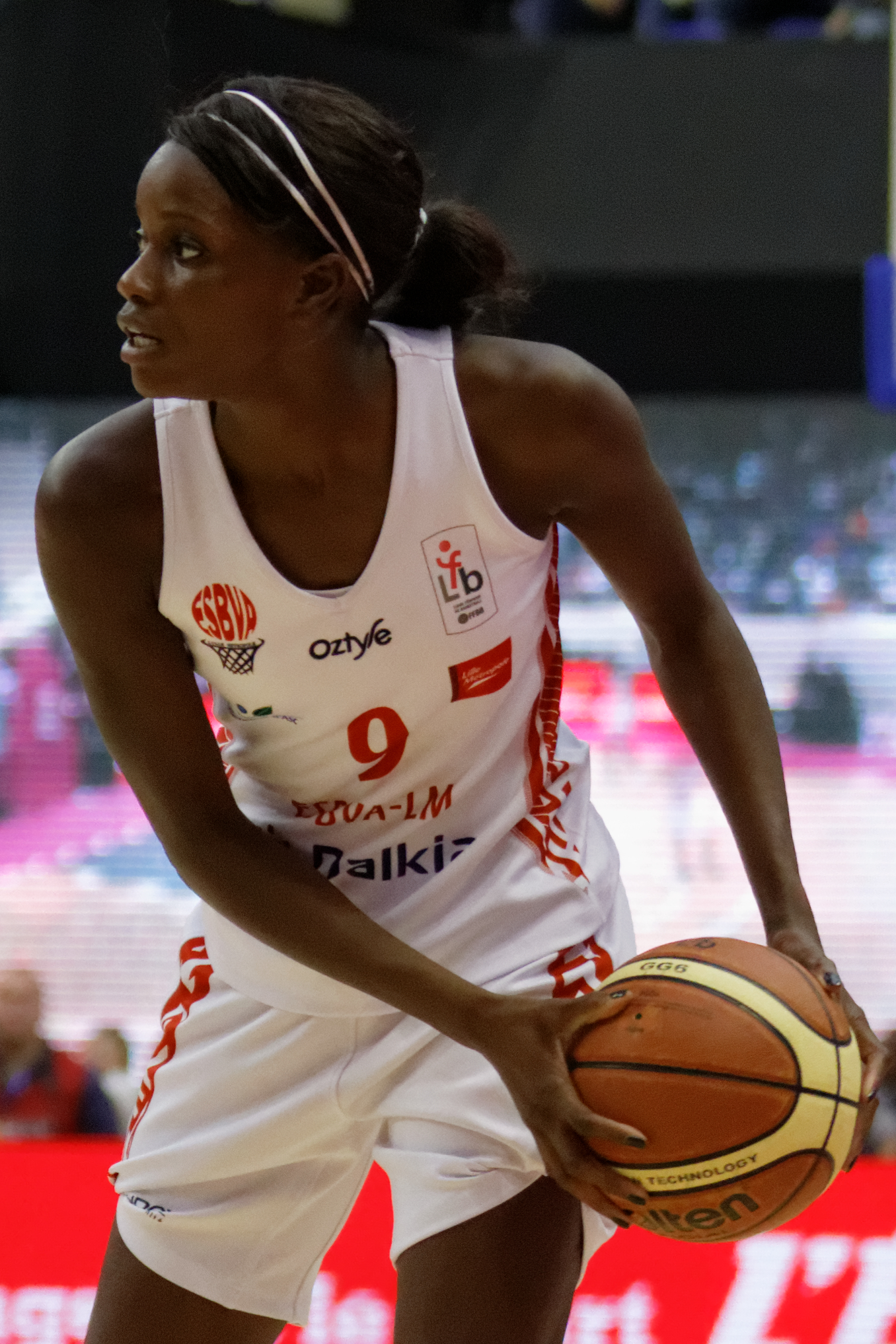
Johanne Gomis, lors de l'Open LFB 2013.

- Émilie Petiteau-Silbande
- Jeanne Senghor-Sy (it)
- Stéphanie Dubois
- Joëlle Toncelli